# ملنیتسا (پتروواتس)
ملنیتسا (به صربی: Melnica) یک منطقهٔ مسکونی در صربستان است که در پتروواتس نا ملاوی واقع شده‌است.